# Condado de Lenoir
O Condado de Lenoir é um dos 100 condados do estado americano da Carolina do Norte. A sede do condado é Kinston, e sua maior cidade é Kinston. O condado possui uma área de 1 041 km² (dos quais 6 km² estão cobertos por água), uma população de 59 648 habitantes, e uma densidade populacional de 58 hab/km² (segundo o censo nacional de 2000). O condado foi fundado em 1791.